# ياسمين صبري
ياسمين صبري (21 يناير 1988 - ) هي ممثلة وعارضة أزياء مصرية شاركت في العديد من الأعمال الفنية أبرزها مسلسل الأسطورة وفيلم ليلة هنا وسرور، اُختيرت ضمن أجمل 100 وجه في العالم سنة 2017.

## السيرة الذاتية

### نشأتها
نشأت في الإسكندرية، حيث تنتمي أسرة والدها أشرف صبري، الذي يعمل طبيبًا، بينما والدتها تعمل مهندسة ديكور كما أنها بطلة أفريقيا في السباحة، انفصل والداها فيما بعد. إضافة إلى أن جدها كان قبطانًا بحريًا. تلقت ياسمين تعليمها الابتدائي والثانوي بمدارس الإسكندرية، واستكملت تعليمها الجامعي والتحقت بكلية الإعلام قسم الصحافة والعلاقات العامة بجامعة الإسكندرية.
تلقَّت ياسمين تدريبات السباحة في عمر الـ 4 سنوات، وكانت تتمرن في الساعة الـ 5 صباحًا قبل المدرسة وتعود للتمرين في الساعة الـ 7 مساءً. وقد حصلت على العديد من الميداليات الذهبية[أين؟][متى؟] وتوجت بطلة[متى؟] لجمهورية مصر برياضة السباحة.

### مسيرتها المهنية
بدأت بالعمل مراسلةً في قناة الحياة، وبعد فترة تركت العمل، وشاركت في مسابقة ملكة جمال مصر «ميس إيجيبت»، لكن المسابقة ألغيت لعدم وجود ممولين لها.
عملت ياسمين صبري موديلًا في الإعلانات لفترة محدودة بعدما اتصلت بها إحدى الشركات العاملة في مجال الإعلانات، اُختِيرت للعمل في برنامج «خطوات الشيطان» مع الداعية الإسلامي معز مسعود، والمخرج عادل أديب، وسافرت إلى القاهرة من أجل تقسيم الأدوار بالبرنامج، وتمكنت من الحصول على دور فتاة محجبة اسمها «رشا»، وعُرِض العمل في رمضان 2013.
قدمت ياسمين صبري أولى أدوارها الدرامية وحققت نجاحًا كبيرًا بدورها. أصبحت من وقتها حديث الصحف والمجلات حيث وصفوها بأنها من أجمل الوجوه الشابة الجديدة لدراما رمضان.[بحاجة لمصدر أفضل] وقدمت بعدها مسلسل «طريقي» مع النجمة شيرين عبد الوهاب، ومسلسل «الأسطورة» مع محمد رمضان، ومسلسل«الحصان الأسود» مع أحمد السقا. لتتوالى عليها بعدها الأعمال الدرامية والسينمائية لتخوض رمضان 2019 بعمل درامي لأول مرة من بطولتها.
تقول ياسمين صبري في حوارها مع هاربرز بازار العربية “لا يمكنني وصف تجربتي المهنية بأنها ناجحة جداً. فقد بدأت أصدق ما يُشاع عني كمجرد فتاة جميلة ومحظوظة دون أي موهبة فنية تذكر. واقتنعت بالأمر لا شعورياً. وهذا ما دفعني للمشاركة في أعمال تلفزيونية دون تركيز على التفاصيل، فقد اقنعت نفسي أن الجمهور سيتابعني بكل الأحوال. لم أبذل أي جهد يذكر”.

## حياتها الشخصية
تزوجت قبل دخولها عالم التمثيل عام 2012، صرحت عن زواجها منه لأول مرة عام 2015. ثم في 2017 صرحت في برنامج تلفزيوني أن زوجها اسمه محمد ويعمل طبيبًا في مستشفيات الإسكندرية وهو صديق والدها، وانفصلا في 2017 بعد خمس سنوات من الزواج. وفي أبريل 2020 تزوجت من رجل الأعمال المصري أحمد أبو هشيمة في احتفال خاص بحضور أُسري في كتب الكتاب، غاب عنه نجوم الفن والمجتمع، بسبب ظروف الإجراءات الصحية المتبعة لجائحة كورونا. انفصلا في مايو 2022، بعد عامين من الزواج.

## أعمالها

### الأفلام
| سنة الإنتاج | الفيلم         | الشخصية     |
| ----------- | -------------- | ----------- |
| 2016        | جحيم في الهند  | دينا        |
| 2018        | ليلة هنا وسرور | هنا         |
| 2018        | الديزل         | دنيا الصياد |
| 2023        | البعبع         | سلمى        |
| 2023        | أبو نسب        | داليا       |

### المسلسلات
| سنة الإنتاج | اسم المسلسل      | الشخصية |
| ----------- | ---------------- | ------- |
| 2014        | جبل الحلال       | صافي    |
| 2015        | شطرنج (ج1)       | سارة    |
| 2015        | شطرنج (ج2)       | سارة    |
| 2015        | طريقي            | نادية   |
| 2016        | الأسطورة         | تمارا   |
| 2017        | الحصان الأسود    | حسناء   |
| 2019        | حكايتي           | داليدا  |
| 2020        | فرصة تانية       | ملك     |
| 2024        | رحيل             | رحيل    |
| 2025        | الأميرة: ظل حيطة | زينب    |

### البرامج
| 2013 | خطوات الشيطان | رشا |

## الجوائز والإعلانات التجارية
- اختيرت ضمن قائمة «TC Candler» السنوية المستقلة الـ 28 لأجمل 100 وجه في العالم لعام 2017.[32][33]
- نُصبت ياسمين في أبريل 2019 «سفيرة للمرأة الأفريقية»، وذلك خلال المؤتمر العربي الإفريقي لتمكين المرأة بحضور وزراء وشخصيات رفيعة المستوى من مختلف أنحاء المنطقة العربية والقارة الإفريقية.[34]
- الوجه الإعلاني لشركة المجوهرات الفرنسية كارتييه (بالفرنسية: Cartier) وتُعد أول عربية في تاريخ دار كارتييه العالمية يتم اختيارها لتكون الوجه الدعائي لهم، حيث تم التعاقد معها بشكل حصري عام 2018، وحضرت أكثر من حفل لهم في دبي وسان فرانسيسكو بأمريكا وباريس على مدار الأشهر الماضية.[35]
- روجت لشركة العدسات اللاصقة (Lens Me) وأطلقت في مايو 2019 مجموعتها الخاصة مجموعة الياسمين.[36]
- تصدرت أغلفة مجلة فوج العالمية في نسختها العربية، بعدد شهري يوليو وأغسطس 2019 حيث كانت جلسة التصوير في العاصمة الإيطالية روما. لتكون أول نجمة مصرية تظهر منفردة على غلاف المجلة الشهيرة. مجلة فوج (بالإنجليزية: Vogue) هي مجلة عالمية تُعنى بالموضة وأسلوب الحياة في العالم وتصدر شهريًا في 23 نسخة محلية وإقليمية من شركة «كوندي ناست». وتعني كلمة فوغ «على الموضة» في اللغة الفرنسية.[37][38]

## وصلات خارجية
- ياسمين صبري على موقع IMDb (الإنجليزية)
- ياسمين صبري على موقع الدهليز
- ياسمين صبري على موقع قاعدة بيانات الأفلام العربية
- ياسمين صبري على موقع قاعدة بيانات الفيلم (الإنجليزية)